# مديرية حصوين

تعديل مصدري - تعديل

مديرية حصوين إحدى مديريات محافظة المهرة في أقصى شرق اليمن. بلغ عدد سكانها 11130 نسمة عام 2004، ومركزها مدينة حصوين.

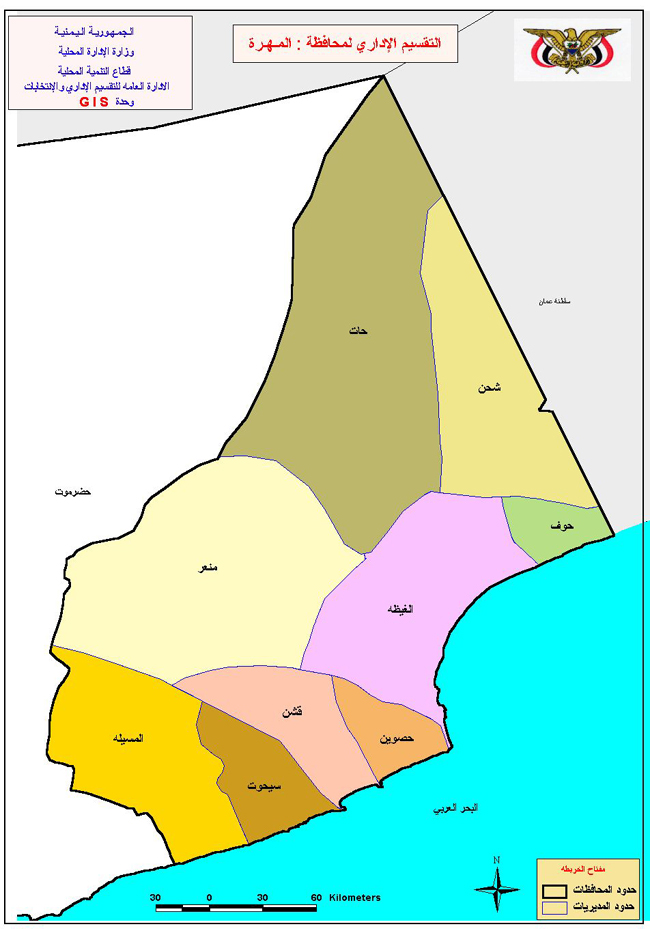
موقع مديرية حصوين في محافظة المهرة